# Pseudophanerotoma alvarengai
Pseudophanerotoma alvarengai är en stekelart som beskrevs av Herbert Zettel 1990. Pseudophanerotoma alvarengai ingår i släktet Pseudophanerotoma och familjen bracksteklar. Inga underarter finns listade i Catalogue of Life.